# چاپ فشاری

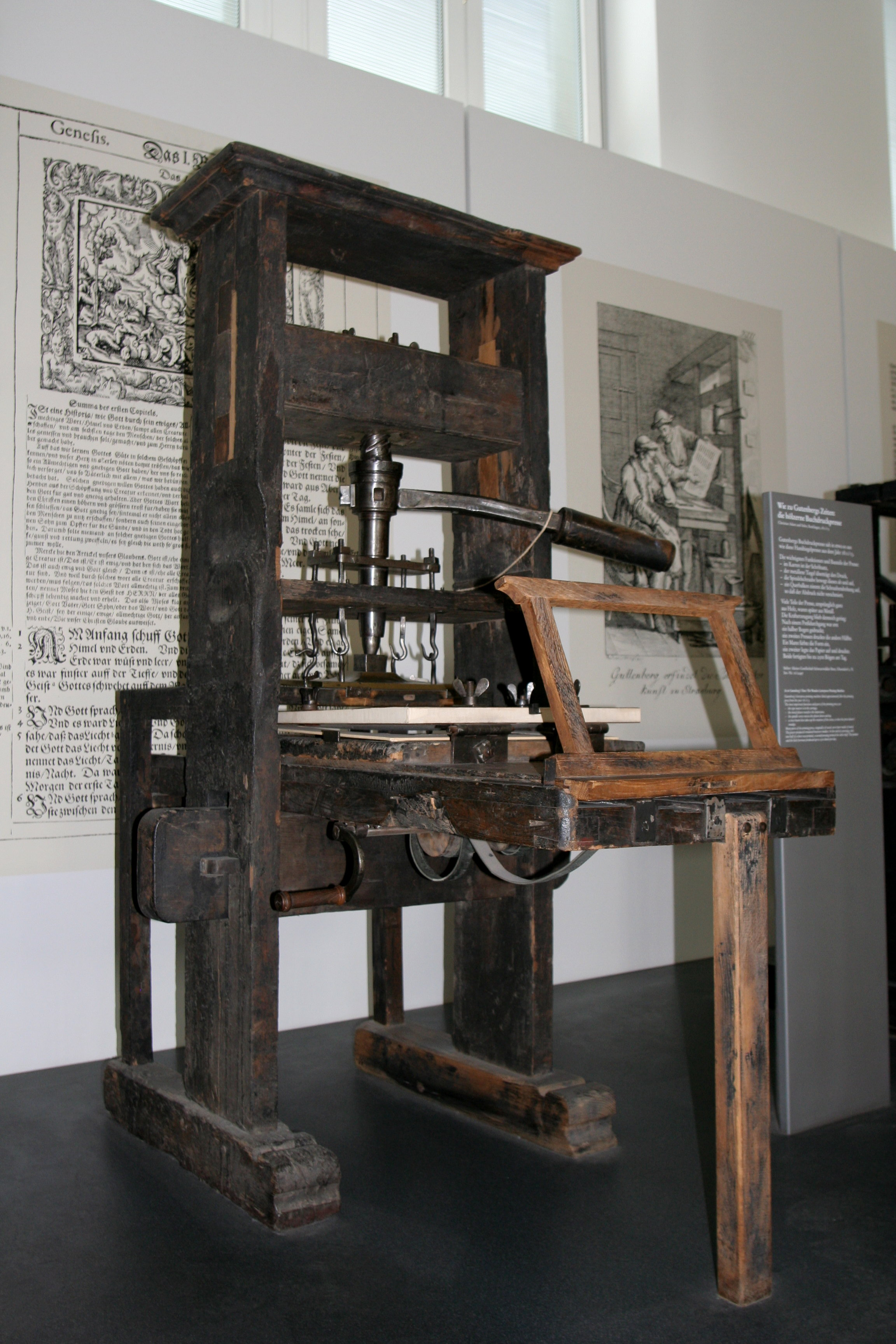
دستگاه چاپ فشاری در موزه ای در مونیخ آلمان

چاپ فشاری دستگاهی برای چاپ همسان جوهر بر روی کاغذ یا پارچه است. این روش اول بار در چین و طی سالهای ۱۰۴۱ تا ۱۰۴۸ ابداع شده است.

## نگارخانه

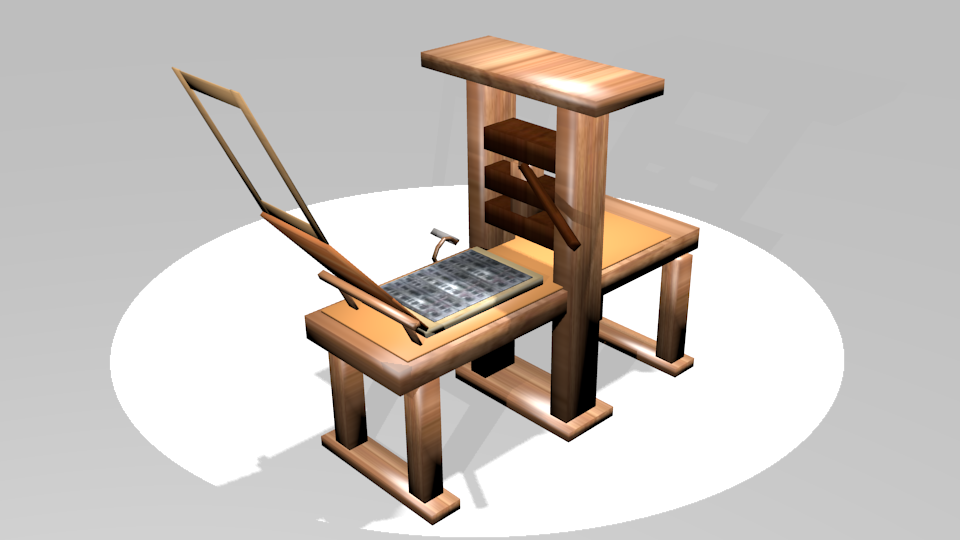
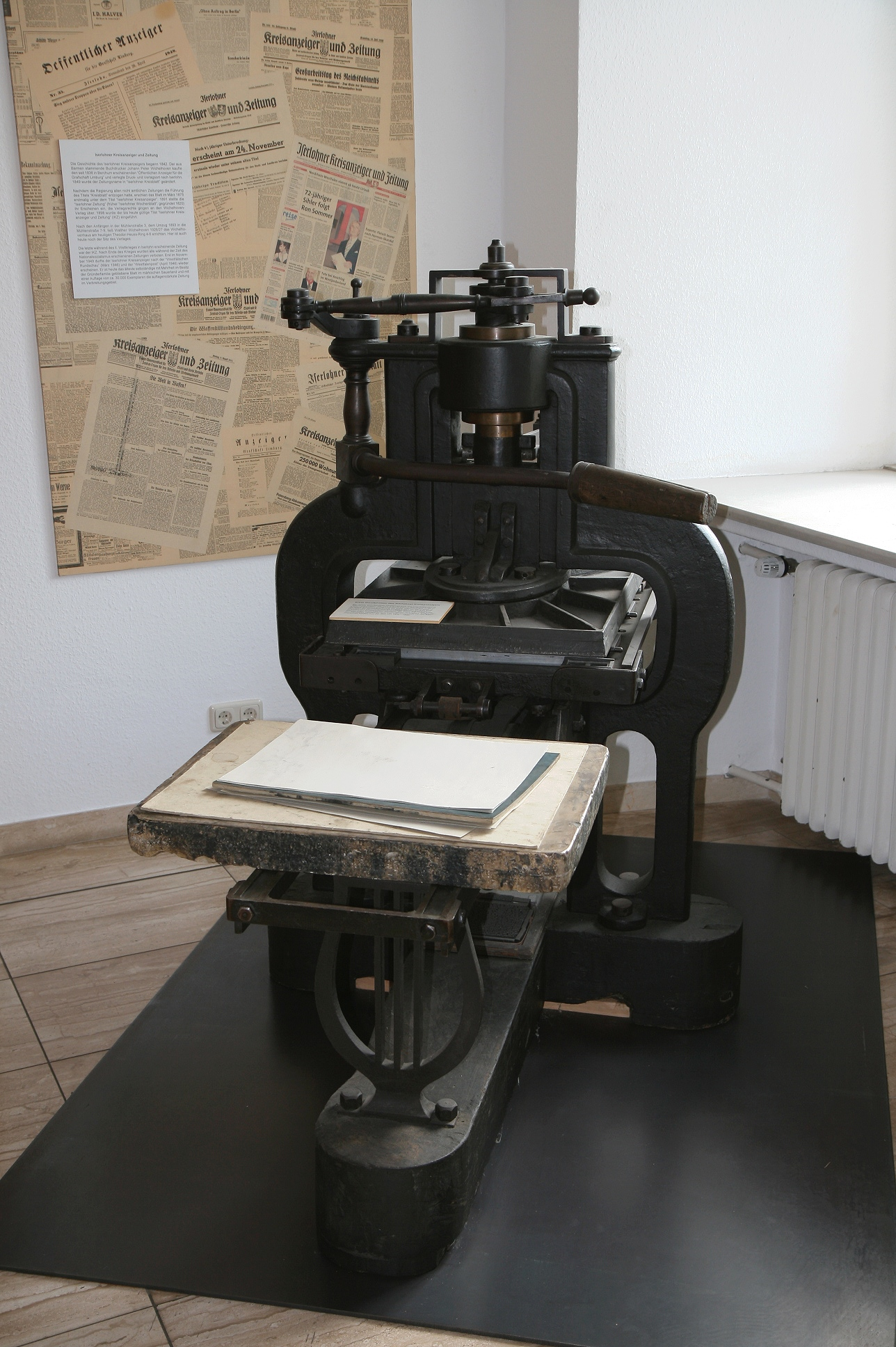
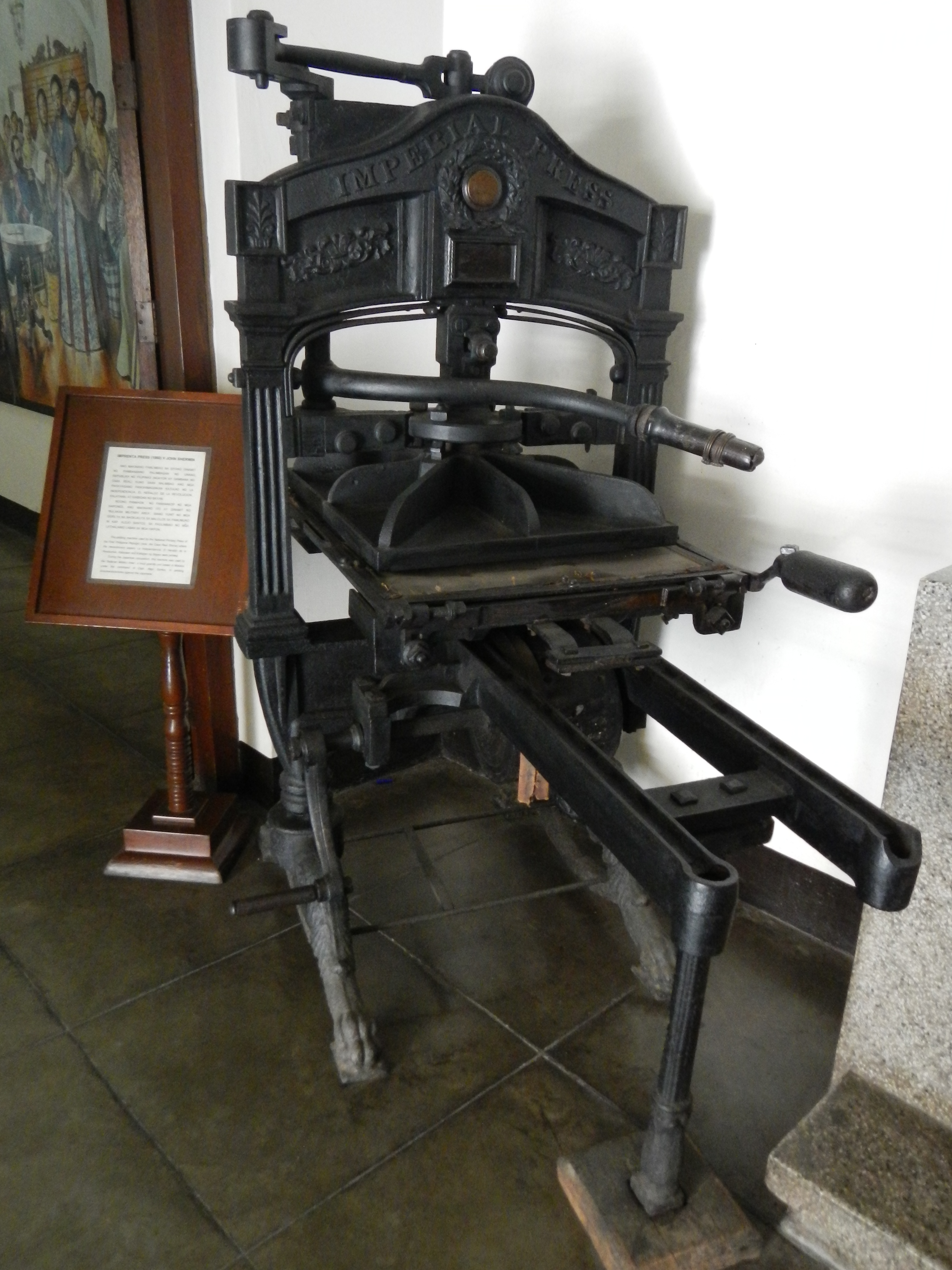
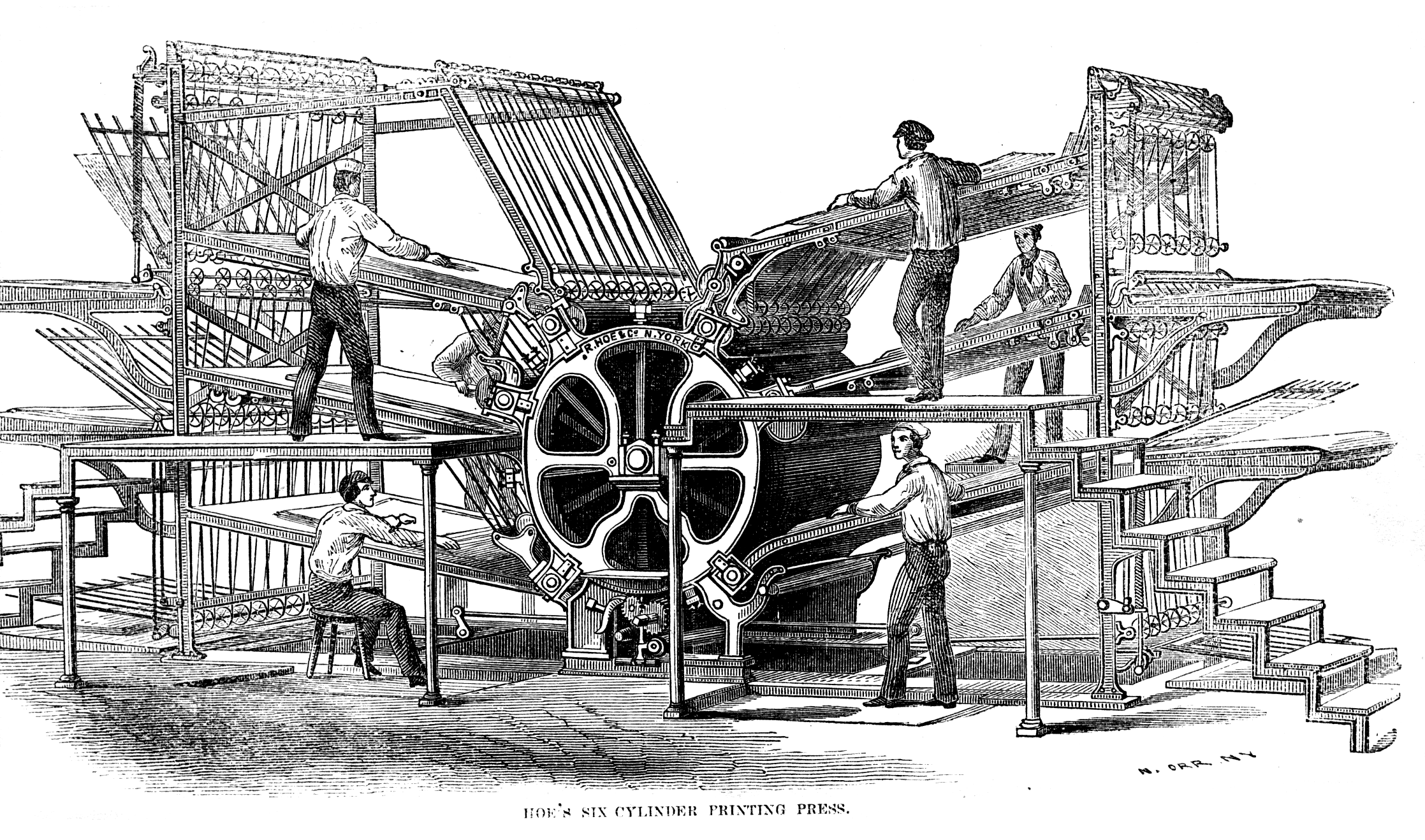
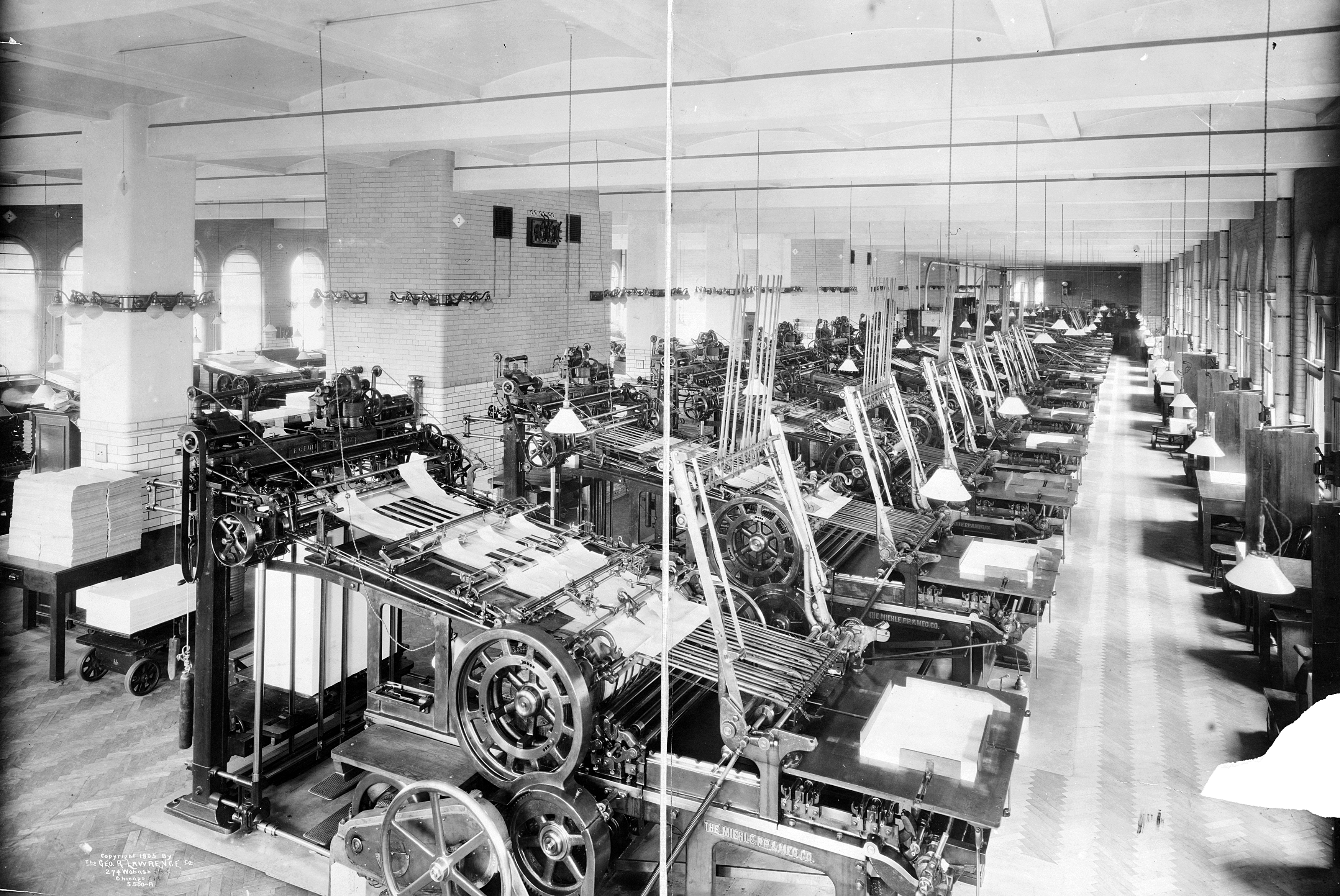
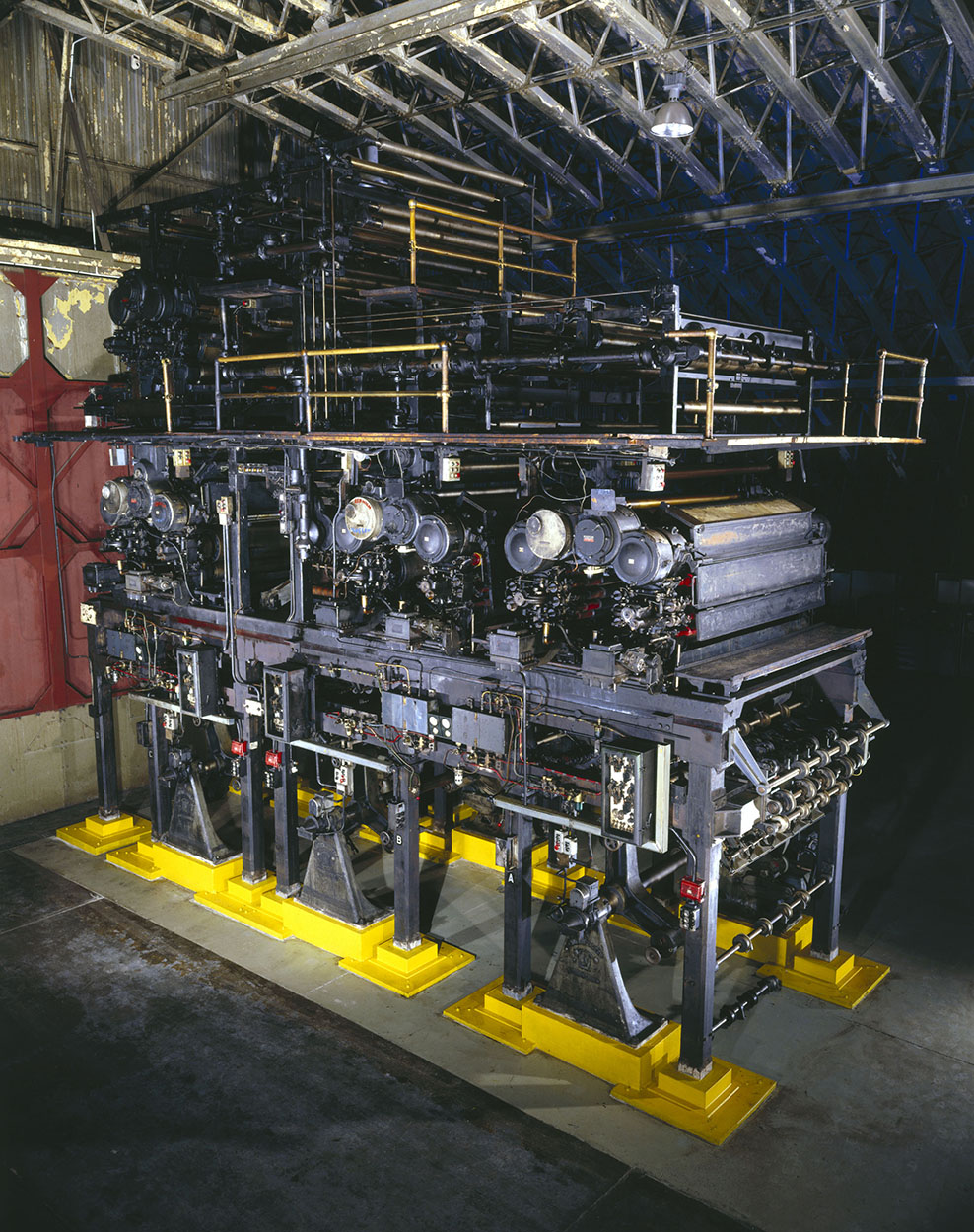
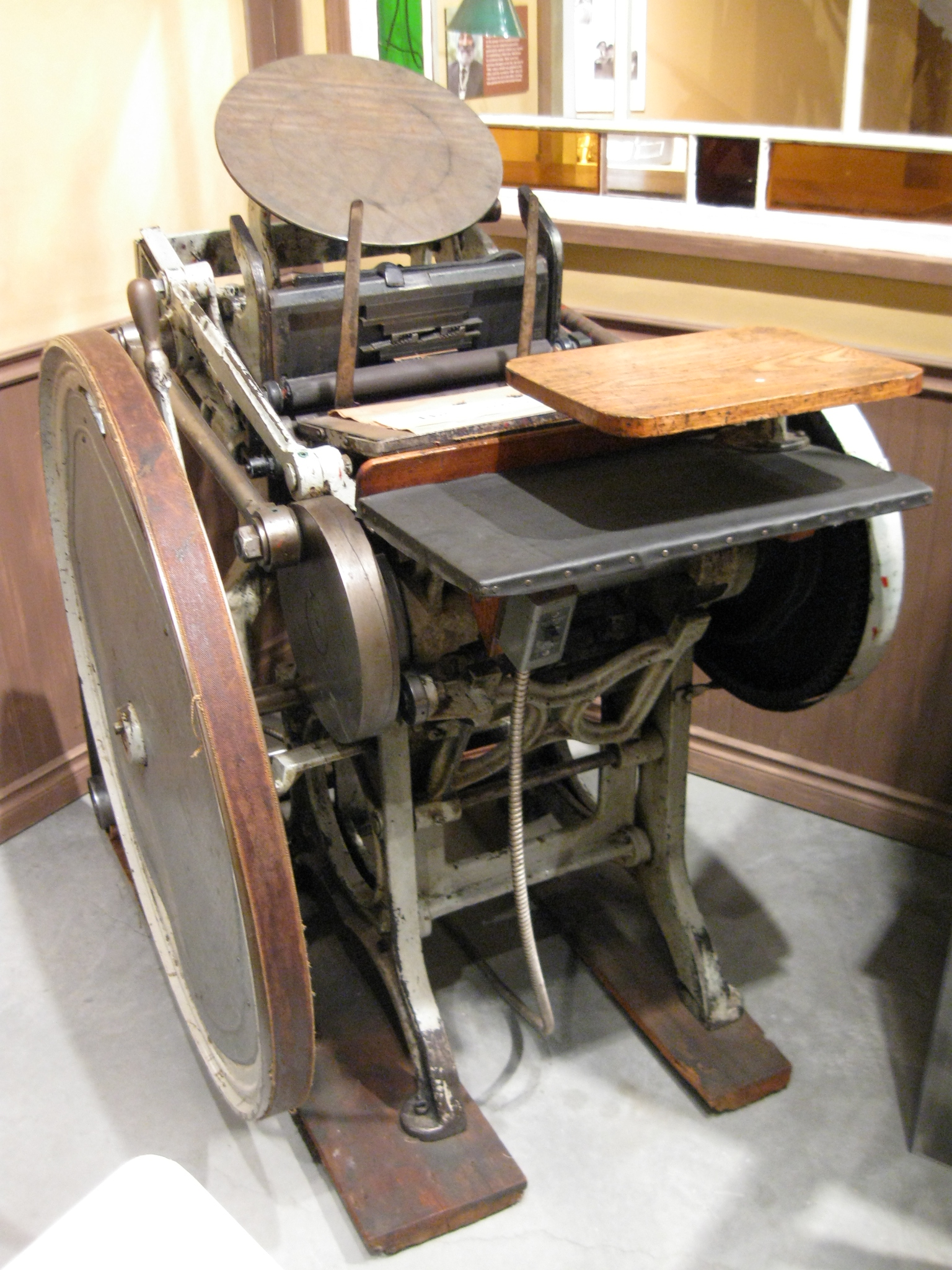
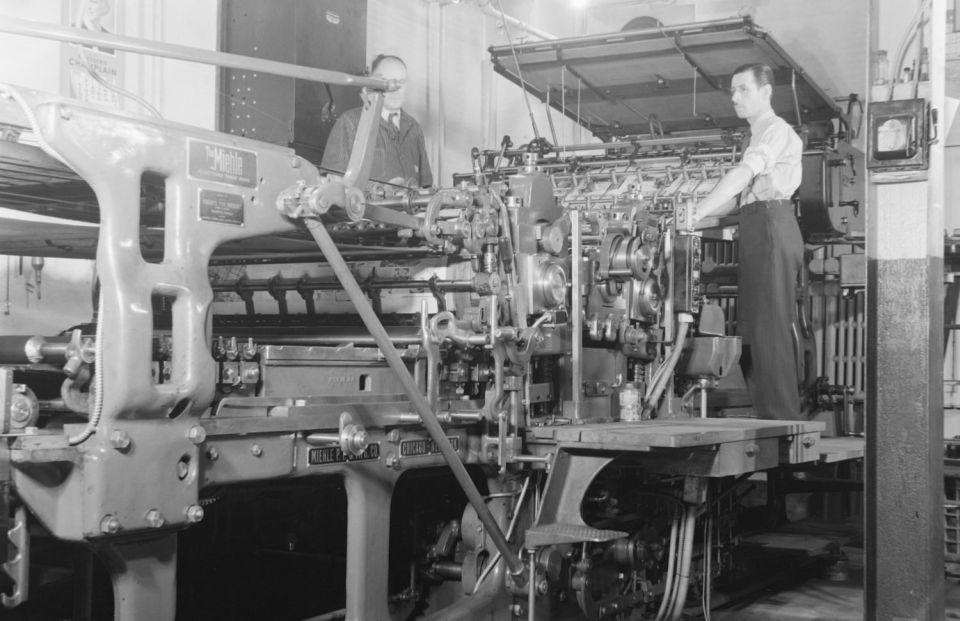